# Chrístos Staïkoúras
Chrístos Staïkoúras (en grec Χρήστος Σταϊκούρας), né le 12 août 1973 à Lamía en Grèce, est un homme politique grec, membre de la Nouvelle démocratie (ND). Depuis juin 2023, il est ministre des Infrastructures et des Transports.
Il est ministre des Finances de 2019 à 2023.

## Biographie
Aux élections législatives grecques de janvier 2015, il est élu député au Parlement grec sur la liste de la Nouvelle Démocratie dans la circonscription de la Phthiotide. Il est réélu le 20 septembre 2015, le 7 juillet 2019 et le 21 mai 2023.